# Бутирське (присілок)
Бути́рське (рос. Бутырское) — присілок у складі Мішкинського району Курганської області, Росія. Входить до складу Гладишевської сільської ради.
Населення — 128 осіб (2010, 171 у 2002).